# Гизберт фон Бронкхорст
Гизберт фон Бронкхорст (на немски: Gisbert von Bronckhorst; † 1369/1371) е господар на Бронкхорст и рицар.

## Произход
Той е третият син на Гизберт IV фон Бронкхорст († сл. 1315) и съпругата му Елизабет фон Щайнфурт († сл. 1347), дъщеря на Балдуин II фон Щайнфурт († 1317) и Елизабет фон Липе († 1315/1316). Най-големият му брат Вилхелм III фон Бронкхорст († 1328) наследява баща им.

## Фамилия
Гизберт фон Бронкхорст се жени за Гертруда фон Гемен († сл. 1322), единствена дъщеря на Енгелберт фон Гемен († сл. 1335) и Лутгарда († сл. 1332). Те имат децата:
- Гизберт фон Бронкхорст († сл. 1381), женен I. за Лутгардис фон Кепел († сл. 1330), II. за неизвестна
- Вилхелм фон Бронкхорст († 1378/1381), женен за Лутгард († сл. 1376)
- Бела фон Бронкхорст († 1368/1383)
- Ермгарда фон Бронкхорст, омъжена за Енгелберт фон Лоон
- Герхард фон Бронкхорст († 30 април 1403)
- Херман фон Бронкхорст († сл. 1372)